# Théâtre Mahen
Le Théâtre Mahen (en tchèque : Mahenovo divadlo) est un théâtre tchèque situé dans la ville de Brno. Il fut construit en 1882 dans les styles néo-renaissance, néo-baroque et néoclassique. Il fut l'un des premiers bâtiments publics dans le monde à être entièrement éclairé à la lumière électrique.

## Histoire
Le théâtre Reduta de la ville de Brno a brûlé en 1870 et le conseil municipal a décidé de construire un nouveau théâtre rapidement. Grâce aux efforts du maire Gustav Winterholler, la décision fut prise de construire un grand théâtre moderne d'après les meilleurs plans de l'époque, ceux de l'Atelier Fellner et Helmer, qui a dessiné de nombreux autres théâtres européens (le Deutsches Schauspielhaus, l'opéra de Zurich, le théâtre national croate de Zagreb,...).
La première pierre fut posée le 18 juillet 1881. La construction s'est bien déroulée, ne durant que 16 mois, malgré la modification intérieure de l'immeuble à plusieurs reprises. La principale crainte était celle des incendies dévastateurs dans les salles européennes. En mars 1881, un feu au Théâtre Royal à Nice avait tué 63 personnes. En août 1881, un incendie avait aussi détruit le dôme de cuivre, l'auditorium et la scène du Théâtre National de Prague. La même année, un nouvel incendie au Ringtheater à Vienne, avait encore tué 384 personnes. Les bâtisseurs du nouveau théâtre de Brno ont alors décidé de prendre des mesures afin d'éviter des accidents similaires. Une nouvelle sortie et les escaliers latéraux supplémentaires furent inclus dans les plans.
Toutefois, la plus importante décision était de remplacer l'éclairage au gaz par une nouvelle invention : la lumière électrique. En 1881, le conseil municipal de Brno négocia un contrat avec la société Edison General Electric Company. Les plans furent conçus par Thomas Edison lui-même. Une centrale devait être construite dans un endroit éloigné de près de 300 m du théâtre, en raison du bruit des quatre grandes dynamos apportées de New York.
Thomas Edison n'était pas présent à l'installation du dispositif. Il a visité Brno seulement 25 ans plus tard.
Le théâtre a été inauguré le 14 novembre 1882, avec Die Weihe des Hauses de Ludwig van Beethoven.
Initialement, le théâtre Mahen était un opéra de langue allemande : il était appelé Deutsches Stadttheater. En 1918, après la Première Guerre mondiale, il est passé aux mains de l'État tchécoslovaque nouvellement créée. Il a alors pris le nom de Divadlo na Hradbách et le premier directeur est devenu le romancier et dramaturge Jiří Mahen. Le théâtre porte son nom depuis 1965.
En 1936, la scène du théâtre a été reconstruite en grande partie par la société Kolben-Daněk (ČKD). Grâce à sa restauration, ce théâtre est devenu l'un des plus modernes en Tchécoslovaquie.
Aujourd'hui le Théâtre Mahen est surtout utilisé comme Opéra, surtout jusqu'à la construction du Théâtre Janáček en 1965. Cinq des opéras de Leoš Janáček ont été créés ici, ainsi que la première mondiale du ballet Roméo et Juliette de Sergueï Prokofiev. Depuis 1965, le théâtre sert de scène d'accueil de l'ensemble dramatique du Théâtre national de Brno.